# Heart Still Beating
Heart Still Beating è un singolo del DJ inglese Nathan Dawe e della cantante statunitense Bebe Rexha, pubblicato il 27 ottobre 2023 dalla Helix Records.

## Descrizione
Heart Still Beating è un brano dance e trance composto in chiave di Si minore con un tempo di 140 battiti per minuto. È stato scritto dallo stesso dj con la collaborazione di Bebe Rexha, Eliza Rose, Ella Henderson, John Morgan, Maegan Cottone e Will Lansley, ed è stato prodotto da Dawe e dai Punctual.

## Video musicale
In concomitanza con la pubblicazione del brano è stato pubblicato un lyric video su VEVO e YouTube.

## Tracce
Download digitale
1. Heart Still Beating – 2:29

Download digitale - Ian Asher Remix
1. Heart Still Beating - Ian Asher Remix – 3:12
2. Heart Still Beating – 2:29

## Classifiche
| Classifica (2023) | Posizione massima |
| ----------------- | ----------------- |
| Belgio (Fiandre)  | 35                |
| Paesi Bassi       | 63                |
| Regno Unito       | 74                |